# Pirojpur S.
Pirojpur S. är ett underdistrikt i Bangladesh. Det ligger i den södra delen av landet, 130 km söder om huvudstaden Dhaka.
Trakten runt Pirojpur S. består huvudsakligen av våtmarker. Runt Pirojpur S. är det tätbefolkat, med 819 invånare per kvadratkilometer.